# Ranhura

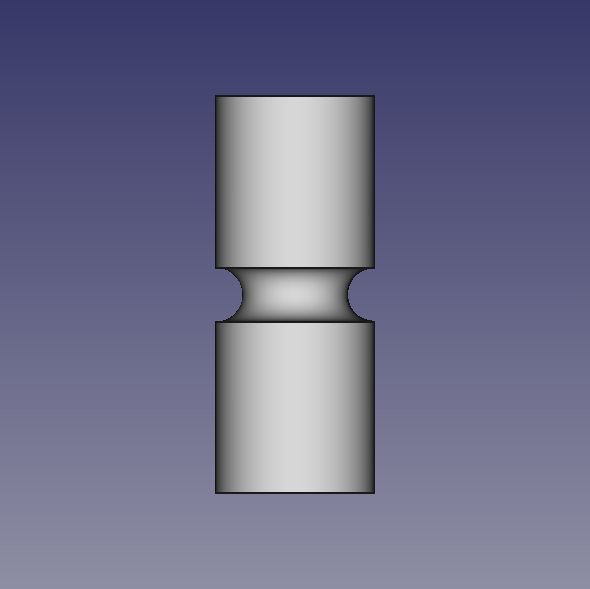
Ranhura em um cilindro

Em  manufatura ou engenharia mecânica, uma ranhura é um recuo longo e estreito incorporado em um material, geralmente com o objetivo de permitir que outro material ou peça se mova dentro da ranhura e seja guiado por ele. Exemplos incluem:
- Um canal cortado em um material duro, geralmente metal. Esse canal pode ser redondo, oval ou em arco para receber outro componente, como um ressalto, uma língua ou uma junta. Também pode estar na circunferência de uma cavilha, um parafuso, um eixo ou na parte externa ou interna de um tubo ou cano etc. Este canal pode receber um anel de vedação, um anel ou uma junta.[2]
- Depressão em toda a circunferência de uma roda fundida ou usinada, uma polia ou roldana. Essa depressão pode receber um cabo, uma corda ou um cinto.[3]
- Um canal longitudinal formado em um perfil de trilho laminado a quente, como um trilho ranhurado. Essa ranhura é para o rebordo em uma roda de trem.[4]